# Faszandak
Faszandak (pers.: ‏فشندک‎) – miejscowość w północnym Iranie, w ostanie Alborz. W 2006 roku miejscowość liczyła 1198 mieszkańców w 388 rodzinach.